# Bertrand Roiné
Bertrand Roiné (* 17. Februar 1981 in Sainte-Gemmes-d’Andigné, Frankreich) ist ein ehemaliger Handballspieler, der international erst Frankreich und dann Katar repräsentiert hat.
Der 1,98 Meter große und 99 Kilogramm schwere linke Rückraumspieler stand ab 2006 bei Chambéry Savoie HB unter Vertrag. Zuvor spielte er von 1987 bis 1998 bei Noyant-la-Gravoyère, von 1998 bis 2004 bei Angers Noyant HB und von 2004 bis 2006 bei Dunkerque HBGL. Mit Chambéry bzw. mit Dunkerque spielte er im EHF-Pokal (2004/2005, 2007/2008) und in der EHF Champions League (2006/2007, 2008/2009, 2009/2010).
Roiné schloss sich später dem katarischen Verein Lekhwiya Sports Club Doha an. Mit Lekhwiya gewann er 2013 die Meisterschaft.
Bertrand Roine stand im Aufgebot der französischen Nationalmannschaft, so im erweiterten Kader für die Europameisterschaft 2010. Er debütierte in der A-Nationalmannschaft im Jahr 2005. Später nahm er die katarische Staatsbürgerschaft an. Mit der katarischen Nationalmannschaft nahm er 2014 an den Asienspielen teil, wo er mit seinem Team die Goldmedaille gewann. Weiterhin nahm er an den Olympischen Spielen 2016 in Rio de Janeiro teil. Roiné bestritt 69 Länderspiele für Katar, in denen er 158 Treffer erzielte.